# 田中正人 (アドベンチャーレーサー)
田中 正人（たなか まさと、1967年12月2日 - ）は、日本のプロアドベンチャーレーサー。埼玉県生まれ。群馬県みなかみ町在住。アドベンチャーレースのプロチーム Team EAST WIND の創設者であり、自らもプレイヤーとして所属している。
国立東京工業高等専門学校工業化学科卒業。有機化学会社の研究職からプロアドベンチャーレーサーに転身し、1996年に Team EAST WIND を創設した。
トランスジャパンアルプスレース第2回大会（2004年）、第4回大会（2008年）優勝。
2023年時点で測量会社に籍を置き、NPO法人奥利根水源地域ネットワークに所属し、自伐型林業のための山林測量を仕事としている。

## 著書
- 『「山の知識検定」公認BOOK 安全登山の基礎知識』（高橋庄太郎らとの共著）（スキージャーナル、2015年、ISBN 978-4789921428）
- 『アドベンチャーレースに生きる!』（田中陽希との共著）（山と渓谷社、2017年、ISBN 978-4635171892）

## テレビ出演
- BS-TBS「アドベンチャー魂」#1「アドベンチャーレース前編」[5]#2「アドベンチャーレース後編」[6]
  - 2021年10月5日[5]、10月12日[6]